# Чигириновка
Чигири́новка (каз. Чигириновка) — село у складі Щербактинського району Павлодарської області Казахстану. Входить до складу Галкинського сільського округу.
Населення — 679 осіб (2021; 538 у 2009, 1035 у 1999, 1407 у 1989).
Національний склад станом на 1989 рік:
- казахи — 60 %
- росіяни — 27 %